# Chunk (psicologia)
Il chunk in psicologia cognitiva è un'unità di informazione. L'operazione di acquisizione di queste unità è chiamata chunking.
Secondo George Armitage Miller la proprietà fondamentale del chunk non è costituita dalla sua dimensione, ma dalla sua "familiarità": ovvero un'immagine insolita, anche se semplice, non può costituire un chunk, al contrario una frase molto complessa (per esempio uno stralcio di una canzone imparata a memoria) potrebbe essere un chunk se è molto familiare, indipendentemente dalle sue dimensioni.
Il concetto nasce con la teoria classica che definisce memoria a breve termine e memoria a lungo termine (William James, 1890). La prima delle due dotata di una capacità limitata, detta span di memoria (sette ± due blocchi, o chunk, di informazione), la seconda - virtualmente - infinita. Il numero di chunk immagazzinabili nella MBT (memoria a breve termine) è proposto nel 1956 da George Miller, che, formalizzando le teorie empiriche precedenti, stima in sette ± due la quantità di chunk d'informazione che la memoria è in grado di trattare.
In seguito con Clayton Lewis (1978) il concetto di chunk assume un significato più ampio, e cioè quell'insieme strutturato d'informazioni immagazzinate nel momento in cui la conoscenza viene acquisita. Ovvero: di fronte ad una nuova situazione, si impara il relativo chunk d'informazioni; il chunk acquisito descrive quella situazione e la risposta da noi prodotta, cosicché al verificarsi di situazioni analoghe la risposta sarà sempre più immediata e precisa.
In seguito John Anderson postula che la conoscenza è in primis immagazzinata in forma "dichiarativa", in secundis viene progressivamente trasformata in conoscenza "procedurale", e quindi consolidata in chunk sempre più complessi. Ad esempio: dalla conoscenza dichiarativa di come si gira il volante, si passa alla conoscenza procedurale di come si fa a guidare (e non sarà più necessaria un'attenzione attiva per riuscire a svolgere questo compito) e quindi al controllo sempre più pieno e preciso dell'autovettura (dovuto alla formazione di un chunk via via più complesso).